# MTV Movie Awards 1997
MTV Movie Awards 1997 var 1997-udgaven af MTV Movie Awards sendt på MTV. Dette blev afholdt den 10. juni 1997 i Barker Hangar, Santa Monica, Californien og showets vært var Mike Myers. Aftenens optrædener var Jewel, Bush, En Vogue og The Wondermints (Austin Powers band). Det var også dette år at kategorierne "Most Desirable Female" og "Most Desirable Male" ikke var med mere. Filmen med største antal nomineringer var William Shakespeare's Romeo + Juliet med i alt 6, af hvilke den vandt en pris. Independence Day fik 5 nomineringer og en vunden pris og Jerry Maguire 3 nomineringer og atter kun en vunden pris.

## Vindere og nominerede

### Best Movie
Scream
- Independence Day
- Jerry Maguire
- The Rock
- William Shakespeare's Romeo + Juliet

### Best Male Performance
Tom Cruise – Jerry Maguire
- Leonardo DiCaprio – William Shakespeare's Romeo + Juliet
- Eddie Murphy – The Nutty Professor
- Will Smith – Independence Day
- John Travolta – Livets små mirakler

### Best Female Performance
Claire Danes – William Shakespeare's Romeo + Juliet
- Sandra Bullock – A Time to Kill
- Neve Campbell – Scream
- Helen Hunt – Twister
- Madonna – Evita

### Best Breakthrough Performance
Matthew McConaughey – A Time To Kill
- Vivica A. Fox – Independence Day
- Courtney Love – Folket mod Larry Flynt
- Ewan McGregor – Trainspotting
- Renée Zellweger – Jerry Maguire

### Best On-Screen Duo
Nicolas Cage & Sean Connery – The Rock
- Beavis & Butthead – Beavis and Butthead Do America
- Steve Buscemi & Peter Stormare – Fargo
- Claire Danes & Leonardo DiCaprio – William Shakespeare's Romeo + Juliet
- Nathan Lane & Robin Williams – The Birdcage

### Best Villain
Jim Carrey – Hybridmanden
- Robert De Niro – The Fan
- Kiefer Sutherland – A Time To Kill
- Edward Norton – Primal Fear
- Mark Wahlberg – Fear

### Best Comedic Performance
Jim Carrey – Hybridmanden
- Chris Farley – Beverly Hills Ninja
- Eddie Murphy – The Nutty Professor
- Robin Williams – The Birdcage

### Best Song From A Movie
"Machinehead", Bush – Fear
- "Change the World", Eric Clapton & Babyface – Livets små mirakler
- "#1 Crush", Garbage – William Shakespeare's Romeo + Juliet
- "Don't Cry for Me, Argentina", Madonna – Evita

### Best Kiss
Vivica A. Fox & Will Smith – Independence Day
- Claire Danes & Leonardo DiCaprio – William Shakespeare's Romeo + Juliet
- Gina Gershon & Jennifer Tilly – Bound
- Kyra Sedgwick & John Travolta – Livets små mirakler
- Christine Taylor & Christopher Daniel Barnes – A Very Brady Sequel

### Best Action Sequence
Pickup flygter fra en tornado – Twister
- Arnold Schwarzenegger Freefalls – Eraser
- Aliens Blow Up Cities – Independence Day
- Tog/Helikopter jagt – Mission: Impossible
- Ferrari jagt igennem San Francisco – The Rock

### Best Fight Sequence
Fairuza Balk mod Robin Tunney – The Craft
- Matthew Broderick mod Jim Carrey – Hybridmanden
- Jim Brown mod Alien – Mars Attacks!
- Jackie Chan mod Ladder – Police Story 4: First Strike
- Pamela Anderson Lee mod Bad Guy – Barb Wire

### Best New Filmaker
- Doug Liman instruktør af Swingers

### Lifetime Achievement Award
- Chewbacca (Star Wars Episode IV: A New Hope, Star Wars Episode V: The Empire Strikes Back og Star Wars Episode VI: Return of the Jedi)

## Eksterne links
- MTV winners list Arkiveret 28. marts 2009 hos  Wayback Machine
- MTV Movie Awards: 1997 på Internet Movie Database
- List of nominees and winners of 1997 MTV Movie Awards